# Gran Premio di superbike di Donington 2024
Il Gran Premio di superbike di Donington 2024 è stato la quinta prova del mondiale superbike del 2024. Nello stesso fine settimana si è corsa anche la quinta prova del campionato mondiale Supersport e la seconda del mondiale femminile. 

## Panoramica delle gare
In Superbike Toprak Razgatlıoğlu, dopo aver fatto siglare la pole position, si aggiudica tutte e tre le prove allungando a sette la striscia di vittorie consecutive iniziata con gara due ad Assen. Nicolò Bulega con due piazzamenti a podio consolida il secondo posto in classifica mondiale. Le due gare del mondiale Supersport se le aggiudica Adrián Huertas, sempre più a suo agio con la Ducati ufficiale, che chiude il fine settimana inglese con un margine di venticinque punti su un consistente Yari Montella (terzo e secondo nelle due prove). Gara uno del mondiale femminile vede il primo successo di Ana Carrasco che regola di circa mezzo secondo la connazionale Beatriz Neila. In gara due torna al successo María Herrera, che fa tre su quattro e si conferma in testa alla classifica con sette punti di margine proprio su Ana Carrasco.

## Superbike gara 1

### Arrivati al traguardo
| Pos. | Nº | Pilota                | Squadra                   | Motocicletta        | Giri | Tempo     | Griglia | Punti |
| ---- | -- | --------------------- | ------------------------- | ------------------- | ---- | --------- | ------- | ----- |
| 1º   | 54 | Toprak Razgatlıoğlu   | Rokit BMW Motorrad        | BMW M1000 RR        | 23   | 33'16.535 | 1º      | 25    |
| 2º   | 22 | Alex Lowes            | Kawasaki Racing           | Kawasaki ZX-10RR    | 23   | +11.384   | 9º      | 20    |
| 3º   | 1  | Álvaro Bautista       | Aruba.it Racing - Ducati  | Ducati Panigale V4R | 23   | +13.167   | 11º     | 16    |
| 4º   | 11 | Nicolò Bulega         | Aruba.it Racing - Ducati  | Ducati Panigale V4R | 23   | +14.913   | 2º      | 13    |
| 5º   | 65 | Jonathan Rea          | Pata Yamaha Prometeon     | Yamaha YZF R1       | 23   | +16.349   | 8º      | 11    |
| 6º   | 55 | Andrea Locatelli      | Pata Yamaha Prometeon     | Yamaha YZF R1       | 23   | +16.611   | 7º      | 10    |
| 7º   | 9  | Danilo Petrucci       | Barni Spark Racing        | Ducati Panigale V4R | 23   | +17.634   | 13º     | 9     |
| 8º   | 77 | Dominique Aegerter    | GYTR GRT Yamaha           | Yamaha YZF R1       | 23   | +24.648   | 5º      | 8     |
| 9º   | 60 | Michael van der Mark  | Rokit BMW Motorrad        | BMW M1000 RR        | 23   | +25.099   | 6º      | 7     |
| 10º  | 87 | Remy Gardner          | GYTR GRT Yamaha           | Yamaha YZF R1       | 23   | +25.563   | 10º     | 6     |
| 11º  | 29 | Andrea Iannone        | Team GoEleven             | Ducati Panigale V4R | 23   | +27.272   | 19º     | 5     |
| 12º  | 47 | Axel Bassani          | Kawasaki Racing           | Kawasaki ZX-10RR    | 23   | +28.838   | 16º     | 4     |
| 13º  | 7  | Iker Lecuona          | Team HRC                  | Honda CBR1000 RR-R  | 23   | +30.210   | 18º     | 3     |
| 14º  | 31 | Garrett Gerloff       | Bonovo Action BMW         | BMW M1000 RR        | 23   | +30.467   | 12º     | 2     |
| 15º  | 21 | Michael Ruben Rinaldi | Team Motocorsa Racing     | Ducati Panigale V4R | 23   | +33.306   | 15º     | 1     |
| 16º  | 28 | Bradley Ray           | Yamaha Motoxracing        | Yamaha YZF R1       | 23   | +44.244   | 17º     |       |
| 17º  | 53 | Esteve Rabat          | Kawasaki Puccetti Racing  | Kawasaki ZX-10RR    | 23   | +44.785   | 20º     |       |
| 18º  | 5  | Philipp Öttl          | GMT94 Yamaha              | Yamaha YZF R1       | 23   | +45.309   | 21º     |       |
| 19º  | 14 | Sam Lowes             | ELF Marc VDS Racing Team  | Ducati Panigale V4R | 23   | +58.529   | 4º      |       |
| 20º  | 22 | Adam Norrodin         | Petronas MIE Racing Honda | Honda CBR1000 RR-R  | 23   | +1'24.454 | 23º     |       |

### Ritirati
| Nº | Pilota           | Squadra                   | Motocicletta       | Giri | Griglia |
| -- | ---------------- | ------------------------- | ------------------ | ---- | ------- |
| 45 | Scott Redding    | Bonovo Action BMW         | BMW M1000 RR       | 18   | 3º      |
| 97 | Xavi Vierge      | Team HRC                  | Honda CBR1000 RR-R | 1    | 14º     |
| 95 | Tarran Mackenzie | Petronas MIE Racing Honda | Honda CBR1000 RR-R | 0    | 22º     |

## Superbike gara Superpole

### Arrivati al traguardo
| Pos. | Nº | Pilota                | Squadra                   | Motocicletta        | Giri | Tempo     | Griglia | Punti |
| ---- | -- | --------------------- | ------------------------- | ------------------- | ---- | --------- | ------- | ----- |
| 1º   | 54 | Toprak Razgatlıoğlu   | Rokit BMW Motorrad        | BMW M1000 RR        | 10   | 14'23.681 | 1º      | 12    |
| 2º   | 11 | Nicolò Bulega         | Aruba.it Racing - Ducati  | Ducati Panigale V4R | 10   | +4.826    | 2º      | 9     |
| 3º   | 65 | Jonathan Rea          | Pata Yamaha Prometeon     | Yamaha YZF R1       | 10   | +6.526    | 8º      | 7     |
| 4º   | 45 | Scott Redding         | Bonovo Action BMW         | BMW M1000 RR        | 10   | +8.375    | 3º      | 6     |
| 5º   | 22 | Alex Lowes            | Kawasaki Racing           | Kawasaki ZX-10RR    | 10   | +8.576    | 9º      | 5     |
| 6º   | 1  | Álvaro Bautista       | Aruba.it Racing - Ducati  | Ducati Panigale V4R | 10   | +9.188    | 11º     | 4     |
| 7º   | 55 | Andrea Locatelli      | Pata Yamaha Prometeon     | Yamaha YZF R1       | 10   | +10.037   | 7º      | 3     |
| 8º   | 14 | Sam Lowes             | ELF Marc VDS Racing Team  | Ducati Panigale V4R | 10   | +11.760   | 4º      | 2     |
| 9º   | 9  | Danilo Petrucci       | Barni Spark Racing        | Ducati Panigale V4R | 10   | +12.229   | 13º     | 1     |
| 10º  | 29 | Andrea Iannone        | Team GoEleven             | Ducati Panigale V4R | 10   | +12.828   | 19º     |       |
| 11º  | 77 | Dominique Aegerter    | GYTR GRT Yamaha           | Yamaha YZF R1       | 10   | +12.906   | 5º      |       |
| 12º  | 60 | Michael van der Mark  | Rokit BMW Motorrad        | BMW M1000 RR        | 10   | +13.108   | 6º      |       |
| 13º  | 87 | Remy Gardner          | GYTR GRT Yamaha           | Yamaha YZF R1       | 10   | +13.766   | 10º     |       |
| 14º  | 31 | Garrett Gerloff       | Bonovo Action BMW         | BMW M1000 RR        | 10   | +14.022   | 12º     |       |
| 15º  | 97 | Xavi Vierge           | Team HRC                  | Honda CBR1000 RR-R  | 10   | +15.010   | 14º     |       |
| 16º  | 21 | Michael Ruben Rinaldi | Team Motocorsa Racing     | Ducati Panigale V4R | 10   | +15.646   | 15º     |       |
| 17º  | 7  | Iker Lecuona          | Team HRC                  | Honda CBR1000 RR-R  | 10   | +18.023   | 18º     |       |
| 18º  | 53 | Esteve Rabat          | Kawasaki Puccetti Racing  | Kawasaki ZX-10RR    | 10   | +18.408   | 20º     |       |
| 19º  | 28 | Bradley Ray           | Yamaha Motoxracing        | Yamaha YZF R1       | 10   | +18.408   | 17º     |       |
| 20º  | 5  | Philipp Öttl          | GMT94 Yamaha              | Yamaha YZF R1       | 10   | +20.914   | 21º     |       |
| 21º  | 22 | Adam Norrodin         | Petronas MIE Racing Honda | Honda CBR1000 RR-R  | 10   | +34.700   | 23º     |       |

### Ritirati
| Nº | Pilota       | Squadra         | Motocicletta     | Giri | Griglia |
| -- | ------------ | --------------- | ---------------- | ---- | ------- |
| 47 | Axel Bassani | Kawasaki Racing | Kawasaki ZX-10RR | 1    | 16º     |

## Superbike gara 2

### Arrivati al traguardo
| Pos. | Nº | Pilota                | Squadra                  | Motocicletta        | Giri | Tempo     | Griglia | Punti |
| ---- | -- | --------------------- | ------------------------ | ------------------- | ---- | --------- | ------- | ----- |
| 1º   | 54 | Toprak Razgatlıoğlu   | Rokit BMW Motorrad       | BMW M1000 RR        | 23   | 33'11.699 | 1º      | 25    |
| 2º   | 11 | Nicolò Bulega         | Aruba.it Racing - Ducati | Ducati Panigale V4R | 23   | +8.062    | 2º      | 20    |
| 3º   | 22 | Alex Lowes            | Kawasaki Racing          | Kawasaki ZX-10RR    | 23   | +10.026   | 5º      | 16    |
| 4º   | 45 | Scott Redding         | Bonovo Action BMW        | BMW M1000 RR        | 23   | +12.276   | 4º      | 13    |
| 5º   | 1  | Álvaro Bautista       | Aruba.it Racing - Ducati | Ducati Panigale V4R | 23   | +13.476   | 6º      | 11    |
| 6º   | 9  | Danilo Petrucci       | Barni Spark Racing       | Ducati Panigale V4R | 23   | +15.562   | 9º      | 10    |
| 7º   | 55 | Andrea Locatelli      | Pata Yamaha Prometeon    | Yamaha YZF R1       | 23   | +16.343   | 7º      | 9     |
| 8º   | 65 | Jonathan Rea          | Pata Yamaha Prometeon    | Yamaha YZF R1       | 23   | +16.742   | 3º      | 8     |
| 9º   | 77 | Dominique Aegerter    | GYTR GRT Yamaha          | Yamaha YZF R1       | 23   | +18.919   | 10º     | 7     |
| 10º  | 47 | Axel Bassani          | Kawasaki Racing          | Kawasaki ZX-10RR    | 23   | +23.306   | 16º     | 6     |
| 11º  | 87 | Remy Gardner          | GYTR GRT Yamaha          | Yamaha YZF R1       | 23   | +25.980   | 12º     | 5     |
| 12º  | 60 | Michael van der Mark  | Rokit BMW Motorrad       | BMW M1000 RR        | 23   | +26.107   | 11º     | 4     |
| 13º  | 31 | Garrett Gerloff       | Bonovo Action BMW        | BMW M1000 RR        | 23   | +27.579   | 13º     | 3     |
| 14º  | 7  | Iker Lecuona          | Team HRC                 | Honda CBR1000 RR-R  | 23   | +29.658   | 18º     | 2     |
| 15º  | 97 | Xavi Vierge           | Team HRC                 | Honda CBR1000 RR-R  | 23   | +30.026   | 14º     | 1     |
| 16º  | 14 | Sam Lowes             | ELF Marc VDS Racing Team | Ducati Panigale V4R | 23   | +30.158   | 8º      |       |
| 17º  | 21 | Michael Ruben Rinaldi | Team Motocorsa Racing    | Ducati Panigale V4R | 23   | +30.673   | 15º     |       |
| 18º  | 28 | Bradley Ray           | Yamaha Motoxracing       | Yamaha YZF R1       | 23   | +31.449   | 17º     |       |
| 19º  | 53 | Esteve Rabat          | Kawasaki Puccetti Racing | Kawasaki ZX-10RR    | 23   | +40.357   | 20º     |       |
| 20º  | 5  | Philipp Öttl          | GMT94 Yamaha             | Yamaha YZF R1       | 23   | +48.929   | 21º     |       |

### Ritirati
| Nº | Pilota         | Squadra                   | Motocicletta        | Giri | Griglia |
| -- | -------------- | ------------------------- | ------------------- | ---- | ------- |
| 29 | Andrea Iannone | Team GoEleven             | Ducati Panigale V4R | 17   | 19º     |
| 22 | Adam Norrodin  | Petronas MIE Racing Honda | Honda CBR1000 RR-R  | 2    | 22º     |

## Supersport gara 1

### Arrivati al traguardo
| Pos. | Nº | Pilota              | Squadra                          | Motocicletta                 | Giri | Tempo     | Griglia | Punti |
| ---- | -- | ------------------- | -------------------------------- | ---------------------------- | ---- | --------- | ------- | ----- |
| 1º   | 99 | Adrián Huertas      | Aruba.it Racing - Ducati         | Ducati Panigale V2           | 19   | 28'22.889 | 1º      | 25    |
| 2º   | 62 | Stefano Manzi       | Ten Kate Racing Yamaha           | Yamaha YZF R6                | 19   | +4.679    | 3º      | 20    |
| 3º   | 55 | Yari Montella       | Barni Spark Racing               | Ducati Panigale V2           | 19   | +4.867    | 2º      | 16    |
| 4º   | 9  | Jorge Navarro       | Orelac Racing Verdnatura         | Ducati Panigale V2           | 19   | +6.392    | 6º      | 13    |
| 5º   | 53 | Valentin Debise     | Evan Bros. Yamaha                | Yamaha YZF R6                | 19   | +6.630    | 4º      | 11    |
| 6º   | 54 | Bahattin Sofuoğlu   | MV Agusta Reparto Corse          | MV Agusta F3 800 RR          | 19   | +12.120   | 9º      | 10    |
| 7º   | 69 | Tom Booth-Amos      | PTR Triumph                      | Triumph Street Triple RS 765 | 19   | +12.230   | 7º      | 9     |
| 8º   | 32 | Oliver Bayliss      | D34G Racing                      | Ducati Panigale V2           | 19   | +16.538   | 12º     | 8     |
| 9º   | 66 | Niki Tuuli          | EAB Racing Team                  | Ducati Panigale V2           | 19   | +17.000   | 8º      | 7     |
| 10º  | 94 | Lucas Mahias        | GMT94 Yamaha                     | Yamaha YZF R6                | 19   | +17.371   | 5º      | 6     |
| 11º  | 71 | Tom Edwards         | D34G Racing                      | Ducati Panigale V2           | 19   | +23.291   | 13º     | 5     |
| 12º  | 28 | Glenn van Straalen  | Ten Kate Racing Yamaha           | Yamaha YZF R6                | 19   | +29.319   | 10º     | 4     |
| 13º  | 40 | Simone Corsi        | Renzi Corse                      | Ducati Panigale V2           | 19   | +31.316   | 19º     | 3     |
| 14º  | 7  | Lorenzo Baldassarri | WRP-RT Motorsport by SKM-Triumph | Triumph Street Triple RS 765 | 19   | +31.750   | 23º     | 2     |
| 15º  | 61 | Can Öncü            | Kawasaki Puccetti Racing         | Kawasaki ZX-6R               | 19   | +32.370   | 14º     | 1     |
| 16º  | 64 | Federico Caricasulo | Motozoo ME AIR Racing            | MV Agusta F3 800 RR          | 19   | +32.500   | 11º     |       |
| 17º  | 50 | Ondřej Vostatek     | PTR Triumph                      | Triumph Street Triple RS 765 | 19   | +32.614   | 17º     |       |
| 18º  | 74 | Piotr Biesiekirski  | Ecosantagata Althea Racing       | Ducati Panigale V2           | 19   | +36.867   | 24º     |       |
| 19º  | 5  | Niccolò Antonelli   | Ecosantagata Althea Racing       | Ducati Panigale V2           | 19   | +38.816   | 18º     |       |
| 20º  | 27 | Kaito Toba          | Petronas MIE Racing Honda        | Honda CBR600RR               | 19   | +40.414   | 21º     |       |
| 21º  | 17 | John McPhee         | WRP-RT Motorsport by SKM-Triumph | Triumph Street Triple RS 765 | 19   | +41.494   | 20º     |       |
| 22º  | 51 | Anupab Sarmoon      | Yamaha Thailand Racing           | Yamaha YZF R6                | 19   | +42.453   | 22º     |       |
| 23º  | 15 | Eugene McManus      | Rokit Haslam Racing              | Ducati Panigale V2           | 19   | +47.059   | 25º     |       |
| 24º  | 22 | Federico Fuligni    | Orelac Verdnatura Racing         | Ducati Panigale V2           | 19   | +52.392   | 26º     |       |
| 25º  | 89 | Khairul Idham Pawi  | Petronas MIE Racing Honda        | Honda CBR600RR               | 19   | +54.248   | 31º     |       |
| 26º  | 39 | Krittapat Keankum   | Yamaha Thailand Racing           | Yamaha YZF R6                | 19   | +54.947   | 32º     |       |
| 27º  | 3  | Raffaele De Rosa    | QJ Motor Factory Racing          | QJ Motor SRK 800 RR          | 19   | +1'11.068 | 30º     |       |

### Ritirati
| Nº | Pilota            | Squadra                 | Motocicletta        | Giri | Griglia |
| -- | ----------------- | ----------------------- | ------------------- | ---- | ------- |
| 23 | Marcel Schrötter  | MV Agusta Reparto Corse | MV Agusta F3 800 RR | 18   | 13º     |
| 19 | Gabriele Giannini | Taam ProDina Kawasaki   | Kawasaki ZX-6R      | 15   | 29º     |
| 25 | Marcel Brenner    | VIAMO Racing by MTM     | Kawasaki ZX-6R      | 11   | 15º     |
| 68 | Luke Power        | Motozoo ME AIR Racing   | MV Agusta F3 800 RR | 9    | 27º     |
| 12 | TJ Toms           | R&R Racing              | Yamaha YZF R6       | 4    | 28º     |

## Supersport gara 2
Gara due della Supersport viene interrotta dopo due giri a causa dell'incidente che visto coinvolti John McPhee e Krittapat Keankum. Alla ripartenza, una gara della durata di dodici giri, i piloti si sono schierati sulla griglia di partenza nello stesso ordine con cui erano partiti nella prima frazione di gara.

### Arrivati al traguardo
| Pos. | Nº | Pilota              | Squadra                          | Motocicletta                 | Giri | Tempo     | Griglia | Punti |
| ---- | -- | ------------------- | -------------------------------- | ---------------------------- | ---- | --------- | ------- | ----- |
| 1º   | 99 | Adrián Huertas      | Aruba.it Racing - Ducati         | Ducati Panigale V2           | 12   | 17'50.208 | 1º      | 25    |
| 2º   | 55 | Yari Montella       | Barni Spark Racing               | Ducati Panigale V2           | 12   | +0.461    | 2º      | 20    |
| 3º   | 9  | Jorge Navarro       | Orelac Racing Verdnatura         | Ducati Panigale V2           | 12   | +3.316    | 3º      | 16    |
| 4º   | 62 | Stefano Manzi       | Ten Kate Racing Yamaha           | Yamaha YZF R6                | 12   | +6.392    | 5º      | 13    |
| 5º   | 69 | Tom Booth-Amos      | PTR Triumph                      | Triumph Street Triple RS 765 | 12   | +10.086   | 4º      | 11    |
| 6º   | 66 | Niki Tuuli          | EAB Racing Team                  | Ducati Panigale V2           | 12   | +10.732   | 9º      | 10    |
| 7º   | 28 | Glenn van Straalen  | Ten Kate Racing Yamaha           | Yamaha YZF R6                | 12   | +13.141   | 10º     | 9     |
| 8º   | 53 | Valentin Debise     | Evan Bros. Yamaha                | Yamaha YZF R6                | 12   | +13.462   | 7º      | 8     |
| 9º   | 32 | Oliver Bayliss      | D34G Racing                      | Ducati Panigale V2           | 12   | +13.518   | 12º     | 7     |
| 10º  | 94 | Lucas Mahias        | GMT94 Yamaha                     | Yamaha YZF R6                | 12   | +13.983   | 8º      | 6     |
| 11º  | 23 | Marcel Schrötter    | MV Agusta Reparto Corse          | MV Agusta F3 800 RR          | 12   | +17.099   | 16º     | 5     |
| 12º  | 61 | Can Öncü            | Kawasaki Puccetti Racing         | Kawasaki ZX-6R               | 12   | +23.069   | 14º     | 4     |
| 13º  | 40 | Simone Corsi        | Renzi Corse                      | Ducati Panigale V2           | 12   | +23.496   | 19º     | 3     |
| 14º  | 7  | Lorenzo Baldassarri | WRP-RT Motorsport by SKM-Triumph | Triumph Street Triple RS 765 | 12   | +23.811   | 23º     | 2     |
| 15º  | 64 | Federico Caricasulo | Motozoo ME AIR Racing            | MV Agusta F3 800 RR          | 12   | +24.531   | 11º     | 1     |
| 16º  | 5  | Niccolò Antonelli   | Ecosantagata Althea Racing       | Ducati Panigale V2           | 12   | +24.649   | 18º     |       |
| 17º  | 74 | Piotr Biesiekirski  | Ecosantagata Althea Racing       | Ducati Panigale V2           | 12   | +24.936   | 24º     |       |
| 18º  | 68 | Luke Power          | Motozoo ME AIR Racing            | MV Agusta F3 800 RR          | 12   | +28.592   | 27º     |       |
| 19º  | 15 | Eugene McManus      | Rokit Haslam Racing              | Ducati Panigale V2           | 12   | +29.665   | 25º     |       |
| 20º  | 50 | Ondřej Vostatek     | PTR Triumph                      | Triumph Street Triple RS 765 | 12   | +31.102   | 17º     |       |
| 21º  | 25 | Marcel Brenner      | VIAMO Racing by MTM              | Kawasaki ZX-6R               | 12   | +39.101   | 15º     |       |
| 22º  | 3  | Raffaele De Rosa    | QJ Motor Factory Racing          | QJ Motor SRK 800 RR          | 12   | +48.181   | 30º     |       |
| 23º  | 89 | Khairul Idham Pawi  | Petronas MIE Racing Honda        | Honda CBR600RR               | 12   | +1'00.929 | 31º     |       |
| 24º  | 71 | Tom Edwards         | D34G Racing                      | Ducati Panigale V2           | 11   | +1 giro   | 13º     |       |

### Ritirati
| Nº | Pilota            | Squadra                          | Motocicletta                 | Giri | Griglia |
| -- | ----------------- | -------------------------------- | ---------------------------- | ---- | ------- |
| 27 | Kaito Toba        | Petronas MIE Racing Honda        | Honda CBR600RR               | 5    | 21º     |
| 19 | Gabriele Giannini | Taam ProDina Kawasaki            | Kawasaki ZX-6R               | 4    | 29º     |
| 54 | Bahattin Sofuoğlu | MV Agusta Reparto Corse          | MV Agusta F3 800 RR          | 2    | 6º      |
| 51 | Anupab Sarmoon    | Yamaha Thailand Racing           | Yamaha YZF R6                | 1    | 22º     |
| 12 | TJ Toms           | R&R Racing                       | Yamaha YZF R6                | 0    | 28º     |
| 22 | Federico Fuligni  | Orelac Verdnatura Racing         | Ducati Panigale V2           | 0    | 26º     |
| 17 | John McPhee       | WRP-RT Motorsport by SKM-Triumph | Triumph Street Triple RS 765 | 0    | 20º     |
| 39 | Krittapat Keankum | Yamaha Thailand Racing           | Yamaha YZF R6                | 0    | 32º     |

## WCR gara 1

### Arrivate al traguardo
| Pos. | Nº | Pilota             | Squadra                        | Giri | Tempo     | Griglia | Punti |
| ---- | -- | ------------------ | ------------------------------ | ---- | --------- | ------- | ----- |
| 1º   | 22 | Ana Carrasco       | Evan Bros Racing Yamaha Team   | 12   | 20'05.941 | 1º      | 25    |
| 2º   | 36 | Beatriz Neila      | Ampito / Pata Prometeon Yamaha | 12   | +0.511    | 5º      | 20    |
| 3º   | 64 | Sara Sanchez       | 511 Terra&Vita Racing Team     | 12   | +0.726    | 3º      | 16    |
| 4º   | 6  | María Herrera      | Klint Forward Factory Team     | 12   | +0.890    | 2º      | 13    |
| 5º   | 96 | Roberta Ponziani   | Yamaha Motoxracing WCR Team    | 12   | +3.476    | 4º      | 11    |
| 6º   | 10 | Ran Yochai         | 511 Terra&Vita Racing Team     | 12   | +23.621   | 9º      | 10    |
| 7º   | 28 | Ornella Ongaro     | Yamaha Motoxracing WCR Team    | 12   | +24.063   | 10º     | 9     |
| 8º   | 46 | Pakita Ruiz        | PS Racing Team 46+1            | 12   | +24.492   | 7º      | 8     |
| 9º   | 8  | Tayla Relph        | TAYCO Motorsport               | 12   | +25.939   | 6º      | 7     |
| 10º  | 33 | Chun Mei Lui       | WT Racing Team Taiwan          | 12   | +40.654   | 15º     | 6     |
| 11º  | 19 | Adela Ourednickova | DaftMotoracing by Smrž         | 12   | +40.982   | 13º     | 5     |
| 12º  | 35 | Lena Kemmer        | Bertl K. Racing Team           | 12   | +41.265   | 11º     | 4     |
| 13º  | 83 | Astrid Madrigal    | ITALIKA Racing FIMLA           | 12   | +41.493   | 14º     | 3     |
| 14º  | 44 | Luna Hirano        | Team Luna                      | 12   | +42.008   | 16º     | 2     |
| 15º  | 16 | Lucy Michel        | TSL-Racing                     | 12   | +43.830   | 8º      | 1     |
| 16º  | 21 | Nicole Van Aswegen | Andalaf Racing                 | 12   | +54.608   | 18º     |       |
| 17º  | 14 | Mallory Dobbs      | Sekhmet Motorcycle Racing Team | 12   | +1'04.745 | 12º     |       |
| 18º  | 5  | Krystal Silfa      | ITALIKA Racing FIMLA           | 12   | +1'12.647 | 19º     |       |
| 19º  | 77 | Andrea Sibaja      | Deza - Box 77 Racing Team      | 12   | +1'13.702 | 21º     |       |
| 20º  | 4  | Emily Bondi        | YART Zelos Black Knights       | 12   | +1'32.814 | 22º     |       |

### Ritirate
| Nº | Pilota           | Squadra                        | Giri | Griglia |
| -- | ---------------- | ------------------------------ | ---- | ------- |
| 34 | Alyssia Whitmore | Sekhmet Motorcycle Racing Team | 6    | 20º     |

## WCR gara 2

### Arrivate al traguardo
| Pos. | Nº | Pilota             | Squadra                        | Giri | Tempo     | Griglia | Punti |
| ---- | -- | ------------------ | ------------------------------ | ---- | --------- | ------- | ----- |
| 4º   | 6  | María Herrera      | Klint Forward Factory Team     | 12   | 19'59.760 | 2º      | 25    |
| 2º   | 22 | Ana Carrasco       | Evan Bros Racing Yamaha Team   | 12   | +0.199    | 4º      | 20    |
| 3º   | 64 | Sara Sanchez       | 511 Terra&Vita Racing Team     | 12   | +12.020   | 3º      | 16    |
| 4º   | 36 | Beatriz Neila      | Ampito / Pata Prometeon Yamaha | 12   | +12.374   | 1º      | 13    |
| 5º   | 10 | Ran Yochai         | 511 Terra&Vita Racing Team     | 12   | +27.033   | 7º      | 11    |
| 6º   | 8  | Tayla Relph        | TAYCO Motorsport               | 12   | +27.315   | 6º      | 10    |
| 7º   | 16 | Lucy Michel        | TSL-Racing                     | 12   | +38.738   | 10º     | 9     |
| 8º   | 46 | Pakita Ruiz        | PS Racing Team 46+1            | 12   | +38.821   | 8º      | 8     |
| 9º   | 44 | Luna Hirano        | Team Luna                      | 12   | +39.124   | 16º     | 7     |
| 10º  | 19 | Adela Ourednickova | DaftMotoracing by Smrž         | 12   | +48.632   | 13º     | 6     |
| 11º  | 4  | Emily Bondi        | YART Zelos Black Knights       | 12   | +48.700   | 17º     | 5     |
| 12º  | 35 | Lena Kemmer        | Bertl K. Racing Team           | 12   | +48.782   | 11º     | 4     |
| 13º  | 83 | Astrid Madrigal    | ITALIKA Racing FIMLA           | 12   | +48.991   | 14º     | 3     |
| 14º  | 21 | Nicole Van Aswegen | Andalaf Racing                 | 12   | +1'01.128 | 18º     | 2     |
| 15º  | 5  | Krystal Silfa      | ITALIKA Racing FIMLA           | 12   | +1'01.569 | 19º     | 1     |
| 16º  | 77 | Andrea Sibaja      | Deza - Box 77 Racing Team      | 12   | +1'12.590 | 20º     |       |

### Ritirate
| Nº | Pilota           | Squadra                        | Giri | Griglia |
| -- | ---------------- | ------------------------------ | ---- | ------- |
| 96 | Roberta Ponziani | Yamaha Motoxracing WCR Team    | 6    | 5º      |
| 28 | Ornella Ongaro   | Yamaha Motoxracing WCR Team    | 6    | 9º      |
| 14 | Mallory Dobbs    | Sekhmet Motorcycle Racing Team | 4    | 12º     |
| 33 | Chun Mei Lui     | WT Racing Team Taiwan          | 2    | 15º     |